# Expedition till Bolivia 1913–1914
Expedition till Bolivia 1913–1914 var en forskningsresa som leddes av Erland Nordenskiöld. Förutom Bolivia besökte de även en liten del av Brasilien öster om Guaporéfloden. Deltagare från Sverige var Erland och Olga Nordenskiöld, förste konstapel Johan Berg (han blev mördad under expeditionen) och förste konstapel Albert Jonsson. Under expeditionen besökte ett tiotal olika folkgrupper och samlade in närmare 2000 föremål och tog över 300 fotografier. De flesta av dessa finns på Världskulturmuseet i Göteborg. De samlade även in språktermer, sagor och myter.

## Till Bolivia
Den 26 maj 1913 kom Erland och Olga Nordenskiöld till Buenos Aires. Ungefär vid midsommar korsade de gränsen mellan Argentina och Bolivia. De första ursprungsfolk de träffade var chané och de återbesökte några av de byar som Erland Nordenskiöld besökt under Hernmarckska expeditionen, bl.a. vid Piquirenda och Aguaray. Han visade även upp några av de bilder han tagit 1908. Sedan gjorde de flera besök hos chiriguanos (ava guaraní) och de utförde flera arkeologiska utgrävningar, bl. a. i Tarupayu (ca 10 km öster om Tarija). De dokumenterade även hällristningar i en grotta i Itakuatia. Jonssons deltagande blev kortvarigt och redan under resans inledning bestämdes det att han skulle återvända till Sverige. 

## Incahuasi

Delar av murresterna i urskogen. Incahuasi vid Caraparicito, Bolivia. Foto: Erland Nordenskiöld, 1913.

Bergskedjan Incahuasi sträcker sig från Parapitifloden till Rio Grande (biflod till Mamoré) och har fungerat som ett naturligt befästningsverk mellan Inkariket och Chaco och chiriguanos. Expeditionen färdades på vägen mellan Caraparicito och Muyupampa där man kan se gamla befästningsmurar på båda sidor om vägen. De satte här upp ett läger och ägnade några dagar i augusti till att kartlägga murarna och andra ruiner på platsen. Inne i ruinerna fann de typisk chiriguanokeramik. Dock menade Nordenskiöld att själva murarna ursprungligen var byggda av quechuas eftersom chiriguanos inte bygger med sten men att platsen övergivits och då har chiriguanos flyttat in. 

## Saipinadalen
Efter dokumentationen av ruinerna i Incahuasi begav sig expeditionen mot Saipinadalen. Nordenskiöld hade hört att det skulle finnas grottor, ruiner och boplatser och dessa ville han undersöka. De köpte och bytte även till sig arkeologiska föremål från lokalbefolkningen. Flera platser undersöktes och dokumenterades också. Några av platserna här var Batanes (ruiner) och Saipina (hällmålningar). Med Saipinadalen som utgångspunkt besökte de även Chilondalen och Mizquedalen och platserna Perereta, Pucara och Totora. Den keramik de fann på en boplats vid Perereta daterade Nordenskiöld till Tiahuanacokulturen (Tiwanaku). 

## Inkallaqta
När expeditionen kom till ruinen Inkallaqta 1913 låg den på don Delfin Arces ägor. De tillbringade här en vecka för att kartlägga ruinerna, något de var först med bland europeiska upptäcktsresande. De sökte spår efter kulturlager och gravar men hittade endast ett tunt kulturlager. Däremot fann de mycket spår efter tidigare rovgrävningar. De quechuas som bodde i området var först misstänksamma mot expeditionen men så småningom fick de förtroende för främlingarna och Nordenskiöld kunde inhandla vävnader och annat hantverk.

## Mosetones och chimanes

Kvinna bär hem gräs till taktäckning. Missionsstationen Covendo, Rio Beni. Mosetene. Foto: Erland Nordenskiöld 1913.

Efter Inkallaqta begav sig expeditionen mot staden Cochabamba. Målet var nu mosetone- och chimanes land. Den 8 oktober lämnade de Cochabamba för att ta sig till skogarna via Tunaris fjäll. Expeditionen anställde tre lokala män för färden. En av dem var Basilio. De färdades via Cotacajesdalen och den 29 oktober nådde de Covendo missionsstation. Den anlades 1862 av franciscanermunkar. Expeditionen tillbringade 2 veckor vid missionen och Nordenskiöld använde huvudsakligen tiden till att uppteckna sagor och studera kyrkböckerna. De utförde även arkeologiska utgrävningar. Nordenskiöld hade svårt att få kontakt med mosetones, det gick bättre för Olga. Expeditionen färdades vidare på flotte norrut mot chimanes på Benifloden. Vid Huachi, en sockerplantage, fick de två nya vägvisare, Federico och Julio. På plantagen arbetade, förutom mosetone, även lecos. Den 15 november lämnade de Huachi. Enligt Erland Nordenskiöld var det första gången en västerländsk forskare färdades genom dessa områden. Det var en besvärlig väg och en följd av detta var att film förstördes när packningen blev blöt vilket är skälet till att det finns så få bilder av mosetones.  
Drygt två veckor tog resan och den 30 november nådde de Rio Maniqui och följande dag Cosincho, ett nybygge. Här träffade de chimane och även yuracaré. I Cosincho lämnade de sina vägvisare och begav sig vidare den 4 december längs Rio Maniqui. Längs denna flod besökte de flera chimanehyddor. Nordenskiöld beskriver chimane och framhåller att de inte smyckade sig och endast klädde sig i enkla hemvävda fotsida skjortor av bomullstyg. Även barktyg brukades. De gav ett närmast lojt intryck och verkade helt ointresserade av nykomlingarna, något han dock menade var en del av deras liksom många andra ursprungsfolks kultur. Nordenskiöld noterade att han endast såg chimane familjevis. De träffades aldrig i större antal på det sätt som exempelvis Chacofolken gjorde. Han är dock mycket imponerad av deras jordbruk och odlingar liksom deras vävkonst. Tobak röktes inte utan användes endast som läkemedel. 

## Mordet på Johan Berg

Johan Berg vid ruinerna vid Incallacta, 1913, endast några månader innan han blev mördad.

När expeditionen befann sig hos chimane fick Berg i uppdrag att bege sig till Trinidad via Santa Ana för att hämta ammunition, film och post. När han begav sig hade han även med sig en del av expeditionens samlingar och åtföljdes av Zavala, en son till en kyrkoherde, och ytterligare några män. De lämnade Nordenskiöldarna den 20 december. Paret Nordenskiöld firade jul på en plats som kallas Cuba och begav sig därefter iväg till Santa Rosa för att möta Berg. Han dök aldrig upp och en månad senare fick de höra att han blivit mördad. Enligt de uppgifter de fick var det oxdrivare som misshandlat honom och försökt kräva honom på pengar och han dog av sviterna från misshandeln. Han begravdes i Santa Ana. 

## Guaporéfloden
Nästa mål för expeditionen var den övre delen av Guaporéfloden (Rio Guaporé). De reste vidare åt sydöst och staden Trinidad på Rio Mamoré. Härifrån reste de vidare mot nordöst på grävda kanalsystem till San Ramona (denna plats har inte kunnat identifieras på dagens kartor), Itonama och övre Guaporéfloden. Det var Berg som hade haft om mulåsnorna men utan Berg fanns ingen möjlighet att ha kvar mulåsnor och de var nu tvungna att huvudsakligen förlita sig på vattenvägarna. Längs Itonamafloden besökte Erland itonamas medan Olga fick vila upp sig i San Ramona. Efter 10 dagar reste de vidare mot Montevideo (stad i nordöstra Bolivia) och strax därefter var de inne i Brasilien. De besökte under denna delen av resan fyra olika grupper; pauserna, chiquitano, aikanã (huari) och wanám (huanyam).  

Från färden uppför Madidi, juli-augusti 1914. Vägvisarna som följde med till ese ejje (chamas) var araonas (cavinas). I kajutans öppning syns Olga Nordenskiöld.

## Benifloden
Efter Guaporéfloden begav sig expeditionen vidare mot nordväst och Benifloden. De passerade det gamla fortet O Forte do Principe da Beira som stod färdigt 1783. Nu var det täckt av urskog. De fortsatte norrut nerför Guaporéfloden till Guayaramerín med flodångare. Där stannade de några dagar för att packa samlingar och sända dem till Sverige. Från Guayaramerín tog de sig vidare landvägen till Riberalta. Här hyrde de en flodångare och begav sig söderut på Benifloden mot missionsstationen Cavinas dit de anlände 20 juli. Här levde drygt 200 araonas (cavina). Erland och Olga tillbringade en och en halv månad här. Framför allt samlade de in sagor. Männen var klädda som "vanliga gummiarbetare" i västerländska kläder medan kvinnorna var klädda i tipoy. Till fest målade de sig. Under tiden vid missionsstationen gjorde de även en utflykt längs Rio Madidi till ese ejje (chama). Detta är samma folk som Erland besökte under Svenska expeditionen 1904 längs Tambopatafloden och som kallades tambopata-guarayo. En del av dem var klädda i barkkläder medan andra har slitna västerländska kläder. Det fanns många historier om hur krigiska esse ejje en gång var och hur de dödat såväl gummiarbetare som araonas.     

## Hemresan
Första världskriget hade hunnit starta i Europa. Nordenskiölds reskassa var slut och de beslöt att återvända till Sverige. De återvände via floderna och kom åter till Santa Rosa och Rio Chapáre där yuracáre levde. Erland hade besökt dessa redan 1908 men hans film förstördes vid detta tillfälle. Därför tog han nu en hel del bilder. Från Santa Rosa tog de sig landvägen till Cochabamba. De fick plats på en ångare som tog dem hem till Sverige via Oruro, Antofagasta, Valparaiso, Santiago, Buenos Aires, Rio de Janeiro och Kirkwall.  